# 브루나이 술탄국
브루나이 술탄국(자위 문자: كسلطانن بروني) 또는 브루나이 제국은 동남아시아의 보르네오섬 북쪽 해안에 있는 브루나이를 중심으로 한 말레이계 술탄국이었다. 브루나이는 포르투갈인들이 믈라카를 함락한 15세기경 주권국이 되었고, 17~18세기에 쇠퇴할 때까지 보르네오섬과 필리핀의 해안 지역으로 확장되었다. 브루나이는 19세기에 영국의 보호령이 되었다.